# Дмитровский вестник
«Дми́тровский ве́стник» — еженедельная газета Дмитровского муниципального округа Московской области. Старейшее СМИ Дмитровского округа. Выходит 2 раза в месяц.
Специализируется на общественно-политической и деловой жизни Дмитровского городского округа и Московской области. Издание охватывает такие темы как культурная жизнь, экономика и бизнес, потребительская практика, происшествия, спорт, здоровье, психология.
Тираж газеты составляет около 10000 экземпляров. Газета распространяется  бесплатно по городу и округу по адресу администрации Дмитровского муниципального округа, Дмитровской межрайонной торгово-промышленной палате, крупных торгово-развлекательных центрах и редакции газеты.

## История
Первый выпуск газеты вышел 30 марта 1917 года. В то время газета называлась «Известия Дмитровского уездного исполнительного комитета».
7 апреля 1918 года, в день съезда Совета рабочих, солдатских и крестьянских депутатов, вышел в свет первый номер газеты уже под названием «Известия Дмитровского уездного Совета рабочих и крестьянских депутатов». Решение о создании и подготовка к публикации начались накануне, поэтому традиционно день рождения газеты отмечается 6 апреля. Издание редактировалось исполнительным комитетом уездного Совета и выходило раз в неделю на четырёх страницах. Номер печатался на очень тонкой плакатной бумаге. Изначальный тираж газеты составлял всего 124 экземпляра.
Газета почти на протяжении всего времени выпускалась на типографии уездного исполкома, которая впоследствии при расширении получила в 1954 году название фабрика офсетной печати № 2. 
28 апреля 1921 года газета была переименована в «Серп и Молот». С сентября 1922 года издание стало выходить под названием «Наша правда». В марте 1925 оно было переименовано в «Дмитровский край».
После образования в 1929 году Дмитровского района газета переход в подчинение Исполкома Районного Совета народных депутатов.
С 7 сентября 1930 года газета издавалась под названием «Ударник». С 1 апреля 1953 года она стала называться «Сталинский призыв». 7 ноября 1956 года издание было переименовано в «Путь Ильича».
13 июля 1991 года газета получила современное название «Дмитровский вестник». Учредителями издания стали администрация Дмитровского района и «Редакционно-информационный центр Московской области».
«Дмитровский вестник» неоднократно награждался знаком отличия «Золотой фонд прессы».

### Новейшая история
По состоянию на 2017 год тираж газеты составлял 10 000 экземпляров.
С 2022 года газета выпускалась на базе ГАУ МО Издательский дом «Подмосковье». Главным редактором газеты являлся Илья Попов. 
20 августа 2024 года газета перешла в частные руки согласно сведениям из Роскомнадзора. Новый регистрационный номер ПИ № ТУ50-03112. Учредителем и Главным редактором печатного издания, газеты Дмитровского округа стал президент компании «БлэкХос» Соколов Владимир Александрович (также член Союза писателей России, член Союза журналистов России и президент АНО «Шахматная школа им. А. Е. Карпова»). 
10 декабря 2024 года Владимир Соколов стал учредителем сетевого издания «Дмитровский Вестник».

## Основные рубрики
- «Панорама». Здесь собраны новости, заметки на постоянно актуальные темы (например описание больницы, школы), жалобы или благодарности от организаций или жителей района.
- «Письма читателей». В этой рубрике публикуются письма читателей издания. Кроме того, читатели, имеющие доступ в Интернет, также могут оставлять сообщения и пожелания на сайте газеты.
- «Официально». Рубрика выходит из номера в номер и иногда занимает до 10 страниц. Представляет официальные сводки, часто в виде таблиц, касающиеся финансовых вопросов, законодательства, отчёты.
- «Культура». Этот раздел посвящён культурным событиям.
- «Афиша». Небольшой блок, который размещается обычно на страницах с ТВ-программой. Представляет анонсы того, что в будущем появится в «Культуре».
- «Сфера ЖКХ». Рубрика о жизненно важных вопросах для домовладельцев.
- «Дмитров православный». В разделе публикуются религиозные новости города.
- «Образование». Рубрика представлена в основном для молодёжной аудитории, иногда для родителей.
- «Фишка». Ежемесячное приложение на 2—4 страницы, которое делают дети «школы юного журналиста» под руководством филолога. Это совместный проект Дмитровского информационного агентства и центра детского творчества. Состав «Фишки» постоянно меняется, в нём работают в основном учащиеся 8—9 классов.
- «Спорт»
- «Дежурная часть»
- «Лунно-посевный календарь»
- «Цветочный клуб»
- «Я — мама»
- «Раз — и готовим!»
- «Ветеран»[3]

## Интересные факты
- В начале XX века выходила другая газета с таким же современным названием «Дмитровский вестник». В 1893 году был организован сельскохозяйственный склад, ставший впоследствии Союзом дмитровских кооперативов. С развитием отделов Союзу потребовалась печатная продукция. 13 (26) сентября 1917 года Союз приобрел типографию у Н. А. Вашкевича. В 1918—1919 годах печатным органом организации был «Дмитровский вестник». Он выходил параллельно с «Известиями Дмитровского уездного Совета рабочих и крестьянских депутатов»[5].